# Mosquiter comú
|  | Aquest article tracta sobre aquest ocell. Vegeu-ne altres significats a «Ull de bou». |

El mosquiter comú, musquetera (Phylloscopus collybita), conegut a les Balears amb el nom d'ull de bou, és una espècie d'ocell de la família dels fil·loscòpids (Phylloscopidae). És un migrador molt estès que cria en boscos oberts d'Europa i Àsia. Hiverna en el sud i oest d'Europa, sud d'Àsia i nord de l'Àfrica. El seu estat de conservació es considera de risc mínim.
És un ocell insectívor que és depredat per mamífers com el gat i mustèlids i falcons principalment del gènere Accipiter. La seva àmplia distribució fa que el seu estatus sigui segur, tanmateix una de les seves subespècies probablement estigui extinta.

## Descripció
El mosquiter comú és petit i arrodonit fa de 10 a 12 cm de llarg. El mascle pesa de 7 a 8 grams, i la femella de 6 a 7 grams. La coloració de la subespècie P. c. collybita és marronosa a la part de dalt i grogosa en els flancs. Abans de la migració muda les plomes completament.

### Subespècies
- P. c. collybita, cria a Europa fins a Polònia i Bulgària, hiverna a la zona Mediterrània i d'Àfrica del Nord.[6] S'està expandint cap al nord (Escandinàvia) des de 1970.[7]
- P. c. abietinus es troba a Escandinàvia i el nord de Rússia, i hiverna des del sud-est d'Europa i el nord-est d'Àfrica fins a Iraq i oest de l'Iran.
- P. (c.) tristis, sovint és més gros que les altres subespècies, cria a Sibèria i hiverna en la zona baixa de l'Himàlaia.[6] El mosquiter siberià normalment se'l considera una subespècie del mosquiter comú,[8] però algunes autoritats el consideren com a espècie de ple dret.[9]

### Antigues subespècies ara considerades espècies
- P. ibericus, el mosquiter ibèric de color més verd i més groc que P. collybita,[6] i té un cant diferent tipus tit-tit-tit-tsui-tsui. Es troba a Portugal i Espanya a l'oest de la línia dels Pirineus occidentals. Els estudis genètics mostren que és l'espècie de mosquiter amb el llinatge més antic tot i no semblar-se gaire al mosquiter comú.

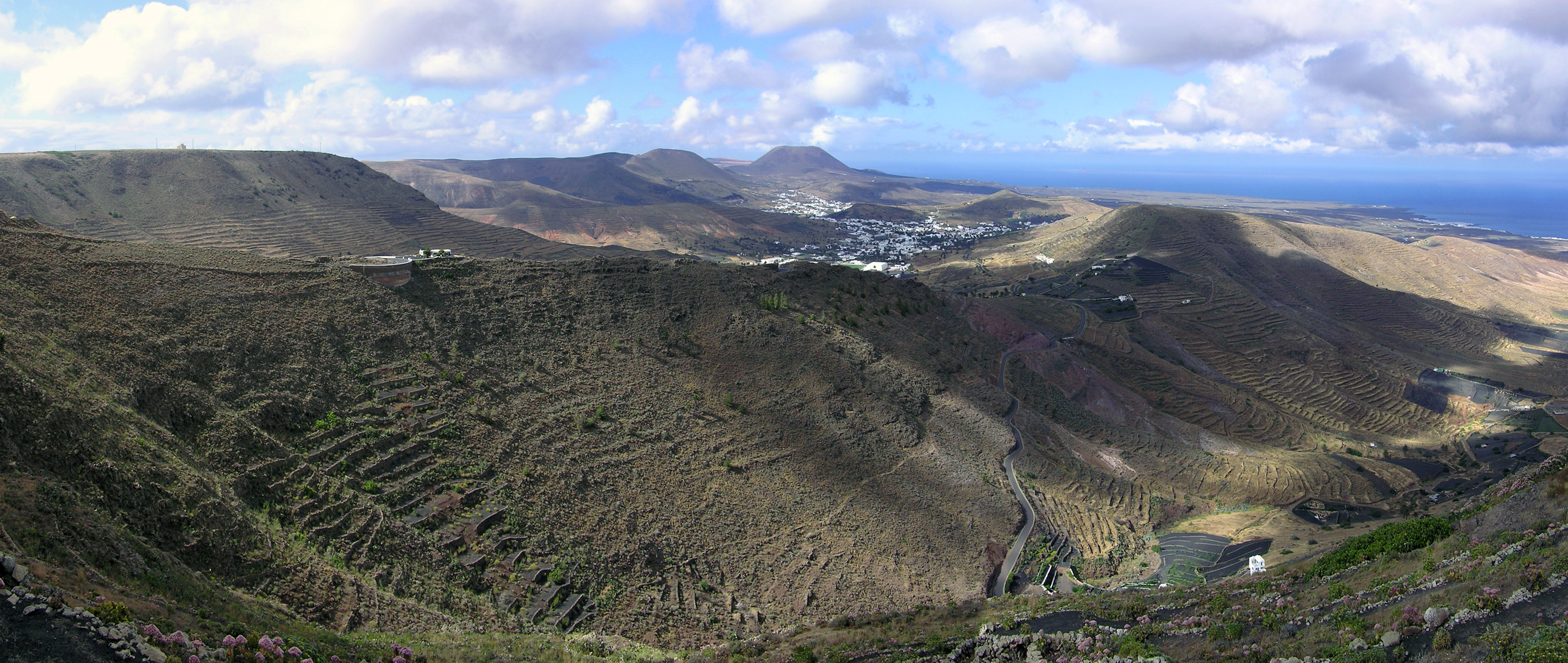
La distribució de l'extint P. canariensis exsul es mostra en aquesta foto

- P. canariensis, no és migrador i té subespècies a les illes d'El Hierro, La Palma, La Gomera, Tenerife, i Gran Canària. És més menut que el mosquiter comú. El P. c. exsul  de Lanzarote i potser Fuerteventura es va extingir el 1986 només es trobava a la vall Haria de Lanzarote.[10]

- P. sindianus, el mosquiter de muntanya, es troba en el Caucas (P. s. lorenzii) i l'Himàlaia (P. s. sindianus), i és un migrant altitudinal, es desplaça cap zones més baixes a l'hivern.